# Dichocarpum franchetii
Dichocarpum franchetii är en ranunkelväxtart som först beskrevs av Achille Eugène Finet och Gagnep., och fick sitt nu gällande namn av Wen Tsai Wang och P.K. Hsiao. Dichocarpum franchetii ingår i släktet Dichocarpum och familjen ranunkelväxter. Inga underarter finns listade i Catalogue of Life.